# Ça ira
Ça ira [sa-], fr., "det skall gå", fransk
revolutionsvisa (uppkallad efter den som omkväde städse återvändande begynnelsestrofen). 
Början lyder: "Ah! Ça ira, ça ira, ça ira; Les aristocrats à la lanterne"! (Ja, det skall gå, det skall gå, det skall gå! Till lyktstolpen med aristokraterna!) "ça ira" förbjöds 1797 av direktoriet. Texten härrörde från gatusångaren Ladré, melodien från trumslagaren Bécourt.